# Europese kampioenschappen tafeltennis 2012
De Europese kampioenschappen tafeltennis 2012 werden gehouden in Herning, Denemarken van 4 t/m 21 oktober 2012. Het toernooi werd afgewerkt in de Jyske Bank Boxen.
Op het tafeltennistoernooi stonden vier onderdelen op het programma:
- Enkelspel mannen. Regerend kampioen was  Timo Boll.
- Enkelspel vrouwen. Regerend kampioen was  Li Jiao.
- Dubbelspel mannen. Regerend kampioenen waren  Marcos Freitas en  Andrej Gaćina.
- Dubbelspel vrouwen. Regerend kampioenen waren  Rūta Garkauskaitė en  Oksana Fadejeva.

Er werden geen gemengd dubbels en geen teamwedstrijden gespeeld deze editie.

## Medaillewinnaars
| Onderdeel  | Goud                            | Zilver                             | Brons                                                                 |
| Enkel (m)  | Timo Boll                       | Tan Ruiwu                          | Adrian Crișan Bastian Steger                                          |
| Enkel (v)  | Viktoria Pavlovitsj             | Xian Yi Fang                       | Liu Jia Li Xue                                                        |
| Dubbel (m) | Robert Gardos Daniel Habesohn   | Kristian Karlsson Mattias Karlsson | Aleksej Liventsov Michail Pajkov Dimitrij Ovtcharov Vladimir Samsonov |
| Dubbel (v) | Daniela Dodean Elizabeta Samara | Georgina Póta Krisztina Tóth       | Wu Jiaduo Kristin Silbereisen Dóra Madarász Britt Eerland             |

## Medaillespiegel
Dubbelparen uit verschillende landen gelden ieder als 0,5.
| Plaats | Land        | Goud | Zilver | Brons | Totaal |
| 1      | Duitsland   | 1    | 0      | 2,5   | 3,5    |
| 2      | Oostenrijk  | 1    | 0      | 1     | 2      |
| 2      | Roemenië    | 1    | 0      | 1     | 2      |
| 4      | Wit-Rusland | 1    | 0      | 0,5   | 1,5    |
| 5      | Frankrijk   | 0    | 1      | 1     | 2      |
| 6      | Hongarije   | 0    | 1      | 0,5   | 1,5    |
| 7      | Kroatië     | 0    | 1      | 0     | 1      |
| 7      | Zweden      | 0    | 1      | 0     | 1      |
| 9      | Rusland     | 0    | 0      | 1     | 1      |
| 10     | Nederland   | 0    | 0      | 0,5   | 0,5    |
| Totaal | Totaal      | 4    | 4      | 8     | 16     |